# Absurda Cenicienta
Absurda Cenicienta es el cuarto álbum de estudio, de la cantante española de naturalizada argentina Chenoa. Fue lanzado el 9 de octubre de 2007 en España editado por Vale Music y Universal Music;es el primer álbum compuesto en su totalidad por la intérprete. Las ventas mundiales superan las 500 mil copias.

## Repercursión y ventas
El álbum fue altamente promocionado en la semana de estreno saliendo en los programas de prime time y todos los medios del país, el sencillo entró a las principales listas, sonó con fuerza en la radio y obtuvo un doble platino en las descargas
, todo ello hizo que el álbum entrara directamente en el número 2 de la lista Promusicae en España, vendiendo más de 40.000 copias en su primera semana y convirtiéndose en disco de oro.
Chenoa recibió el disco de oro en Ecuador de la mano de Universal Music durante una de sus visitas promocionales al continente americano, esto ayudó a que Absurda cenicienta fuera además de disco de oro, el 8.º disco más vendido del año  2008 en Ecuador.
El álbum representa el lanzamiento internacional de Chenoa como una de las artistas latinas con mayor proyección mundial, siendo lanzado en todo el continente americano y apoyado por una gira promocional en la que Chenoa recorrió la mayor parte de los países latinoamericanos y los Estados Unidos, que le valíó que su primer sencillo, "Todo irá bien" fuera n.º 1 en 6 países y entrará al menos al top 10 de toda Latinoamérica.

## Composición del disco
En el disco podemos encontrar todo tipo de estilos desde temas sociales como la anorexia (Dieciséis), la Crisis económica (El Bolsillo Del Revés), o el tomarse la vida con optimismo y alegría (Todo irá bien), hasta un sonido mucho más roquero (Mucho Rodaje), un blues (Hola Como te Va) e incluye un tema en acústico (Para sentirte).

## Premios
Absurda cenicienta fue nominado en la XII Edición de los Premios de la Música al Mejor Álbum Pop 2008 por artistas, críticos, productores y editores. En los Premios Orgullosamente Latino 2008 fue nominada a Solista latina, a Vídeo latino por Todo irá bien y a Canción latina por, también, Todo irá bien  ganando en esta última categoría. Lo que reconoce a la canción como la mejor canción latina lanzada en Latinoamérica en el 2008. El premio fue entregado por un fan y se retra smitió un especial de la entrega por Ritmosonlatino el 11 de octubre de 2008 en el fin de su gira española en Leganés. A continuación seguirían llegando los reconocimientos a un trabajo bien hecho, pues a finales de 2008 el álbum recibió el premio Shangay 2008 a mejor disco nacional y en junio de 2009, la canción Absurda cenicienta (single) fue nominada a "Canción Corta-venas" (Mejor Balada) en los Premios Juventud.

## Gira
El 19 de abril de 2008 comenzó su gira en un abarrotado auditorio de Roquetas de Mar.Chenoa compaginó las fechas de sus conciertos con sus visitas promocionales a América, eso ayudó a que la gira Absurda Cenicienta fuera su primer tour que incluye un concierto internacional, este fue en el aula magna en Venezuela el 24 de octubre de 2008 obteniendo grandes críticas y entusiasmando al público. Su gira contó en general con éxito llenando la mayoría de los lugares donde actuó y obteniendo buenas críticas, así Chenoa cerró su tour después de 50 conciertos poseyendo ya el impresionante historial de unos 400 recitales.

## Canciones
1. Todo irá bien (Alfonso Samos, M.L. Corradini) - 3:14
2. El bolsillo del revés (Alfonso Samos, M.L. Corradini) - 2:53
3. Absurda cenicienta (Anna-Lena Hogdahl, Mats Äke Nilsson) - 2:55
4. Sonríeme si eres tú (Alfonso Samos, M.L. Corradini) - 3:11
5. Algo de los dos (Alfonso Samos, M.L. Corradini) - 5:15
6. Mucho rodaje (Alfonso Samos, M.L. Corradini) - 3:01
7. Vive tu vida (Alfonso Samos, M.L. Corradini) - 3:22
8. Dieciséis ((Alfonso Samos, M.L. Corradini)) - 3:52
9. Ayúdame (Alfonso Samos, M.L. Corradini) - 3:27
10. Cita a ciegas (Alfonso Samos, M.L. Corradini) - 3:17
11. Hola cómo te va (Alfonso Samos, M.L. Corradini) - 4:20
12. Para sentirte (Gabriel Oré) - 3:10

## Ventas digitales
| País         | Discográfica                    | Sencillo              | N.º   | Certificación | Ventas  |
| ------------ | ------------------------------- | --------------------- | ----- | ------------- | ------- |
| Spain        | Promusicae (tonos)              | Todo Irá Bien         | 6     | 2x Platino    | 40,000+ |
| Spain        | Promusicae(descargas digitales) | Todo Irá Bien         | 6     | Platino       | 20,000+ |
| Costa Rica   | EFE                             | Absurda Cenicienta    | 1 (4) |               |         |
| Costa Rica   | EFE                             | Todo Irá Bien         | 1 (2) |               |         |
| iTunes Spain | Apple                           | Todo Irá Bien         | 3     |               |         |
| México       | Tarabú                          | Todo Irá Bien         | 3     |               |         |
| Guatemala    | Digital sales                   | Absurda Cenicienta    | 3     |               |         |
| Costa Rica   | EFE                             | El bolsillo del revés | 10    |               |         |

## Sencillos

### Todo Irá Bien
| Listas                 | Posición |
| ---------------------- | -------- |
| Chile (Zona latina)    | 1 (16)   |
| Latinoamérica HTV      | 1(8)     |
| Costa Rica Los 40      | 1(4)     |
| Puerto Rico (Fidelity) | 1 (2)    |
| Spain Los 40           | 1        |
| Costa Rica (airplay)   | 1        |
| Spain Hot 100          | 3        |
| iTunes Spain           | 3        |
| México (tarabú)        | 3        |
| Venezuela (airplay)    | 3        |
| Colombia Los 40        | 6        |
| America Top Videos     | 15       |

### El bolsillo del revés
| Listas                 | Posición |
| ---------------------- | -------- |
| Costa Rica Teletica    | 1        |
| Argentina QMúsica      | 1        |
| Costa Rica top 30      | 7        |
| Brasil mundo hispánico | 11       |
| Spain Hot 100          | 14       |
| Spain Airplay Top 20   | 16       |

### Absurda cenicienta (sencillo)
| Listas                     | Posición |
| -------------------------- | -------- |
| Latinoamérica (HTV)        | 1(11)    |
| Costa Rica (EFE)           | 1(4)     |
| Costa Rica (Los 40)        | 1(2)     |
| España (EñE singles chart) | 1(2)     |
| Guatemala (toplatino)      | 1        |
| Bolivia (airplay)          | 2        |
| Guatemala (digital sales)  | 3        |
| Guatemala(EFE)             | 3        |
| Ecuador (airplay)          | 4        |
| Costa Rica (toplatino)     | 4        |
| Bolivia(toplatino)         | 4        |
| Argentina(QMúsica)         | 6        |
| Costa Rica (airplay)       | 7        |
| Ecuador (radiodisney)      | 8        |
| Guatemala (airplay)        | 8        |
| Nicaragua (airplay)        | 15       |
| Uruguay(airplay)           | 30       |
| Argentina(radiodisney)     | 34       |
| El Salvador (airplay)      | 38       |
| México (Pop 100)           | 46       |

### Volverte a ver
Volverte a ver es la B.S.O y el sencillo promocional de la película mexicana con el título homónimo. La cinta está protagonizada por Alfonso Herrea, componente del grupo musical RBD. Chenoa grabó el videoclip de la canción el 11 de noviembre de 2008, mientras que la película se estrenó en cines
en diciembre.
| Lista  | Discográfica | Posición | Semanas en lista | Certificación | Ventas |
| ------ | ------------ | -------- | ---------------- | ------------- | ------ |
| México | Amprofon     | 63       | 3                |               |        |

## Listas

### Semanales
| País      | Ranking         | Primera semana | Posición de ingreso | Mejor posición | Semanas en la mejor posición | Semanas en el ranking | Última semana |
| --------- | --------------- | -------------- | ------------------- | -------------- | ---------------------------- | --------------------- | ------------- |
| Europa    |                 |                |                     |                |                              |                       |               |
| España    | Top 100 álbumes | 14/10/2007     | 2                   | 1              | 2                            | 26                    | 18/05/2008    |
| Argentina | Top 60 álbumes  | 16/02/2008     | 34                  | 19             | 1                            | 7                     | -             |

### Certificaciones
| País   | Proveedor  | Año  | Certificación |
| Europa |            |      |               |
| España | Promusicae | 2007 | Oro           |